# Awdotja Panajewa
Awdotja (Jewdokija) Jakowlewna Panajewa z domu Brianska, po drugim małżeństwie Gołowaczowa, ps. „N.N. Stanicki” (Н.Н. Стани́цкий) (ros. Авдотья (Евдокия) Яковлевна Панаева, ur. 12 sierpnia 1820 w Petersburgu, zm. 11 kwietnia 1893 tamże) – rosyjska pisarka i pamiętnikarka.

## Życiorys

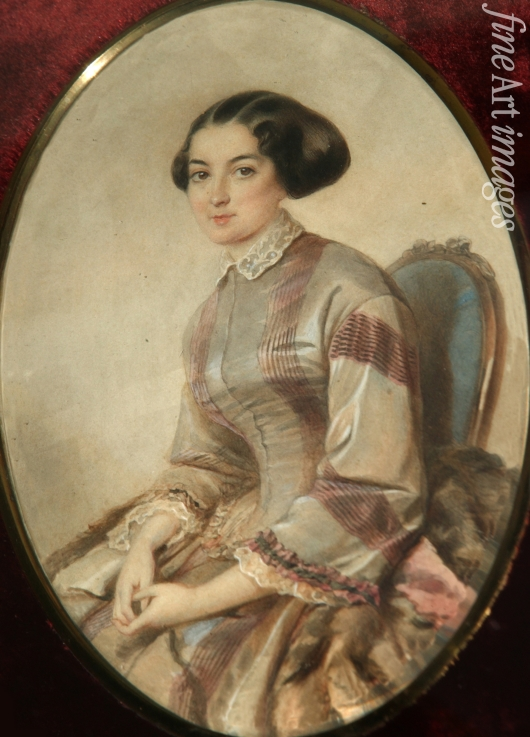
Portret Awdotji Panajewej, XIX w.

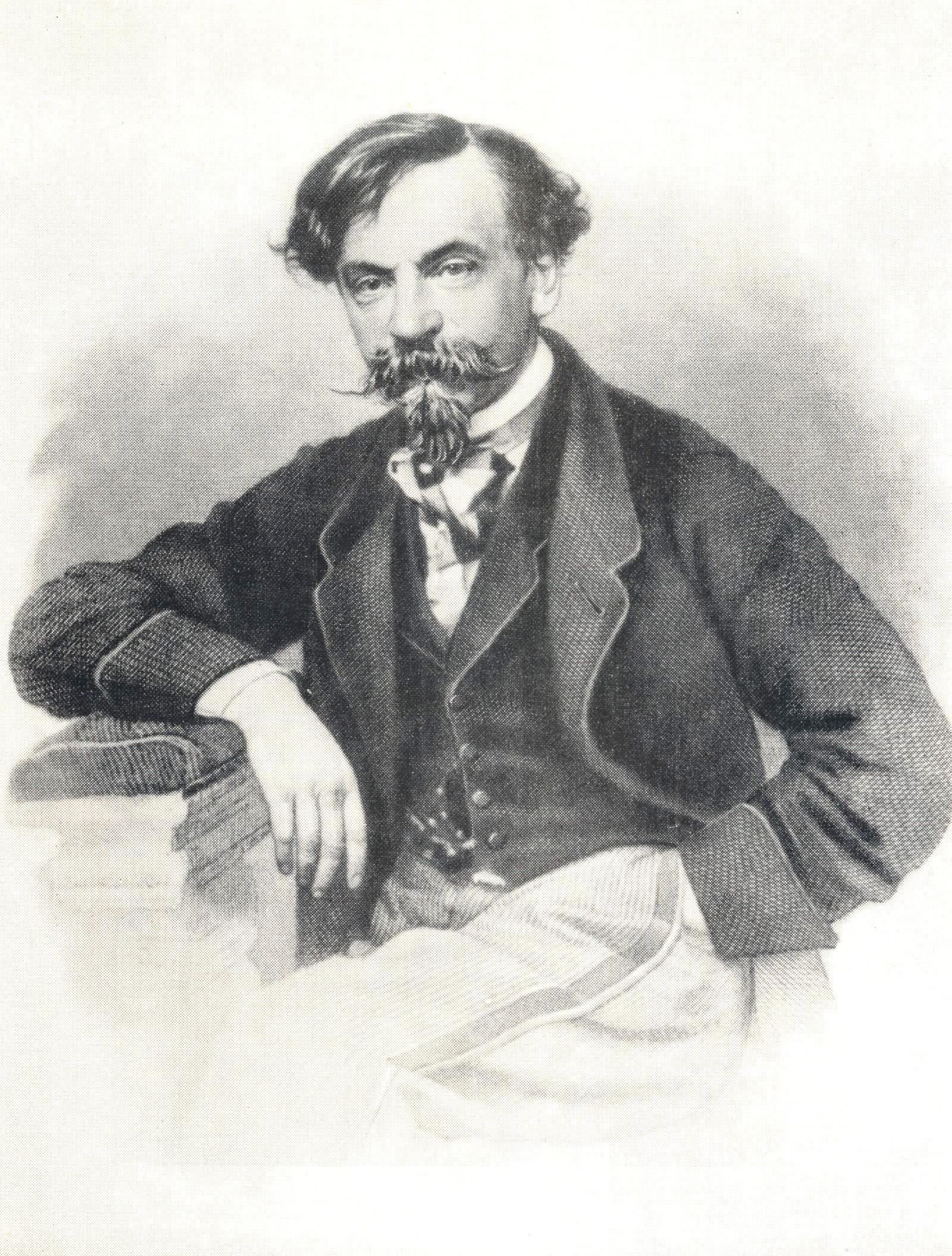
Iwan Panajew, ok. 1850

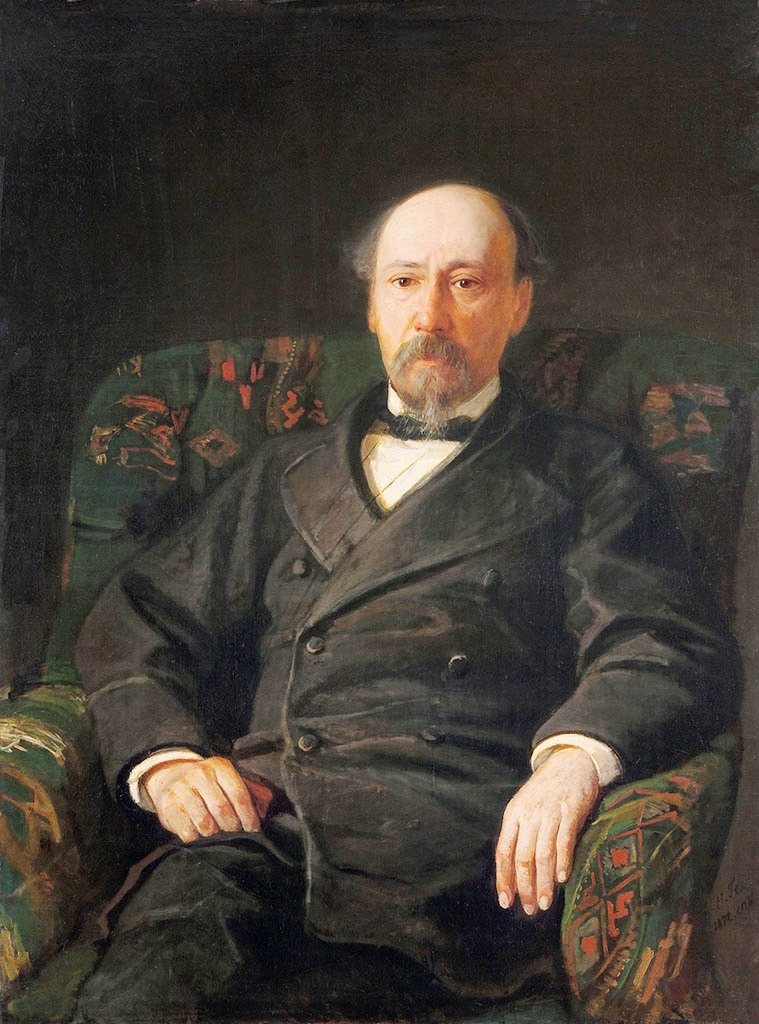
Portret Nikołaja Niekrasowa autorstwa Nikołaja Gaya, 1872

Awdotja Brianska urodziła się w rodzinie artysty Teatru Aleksandryjskiego, Jakowa Grigorjewicza Brianskiego i aktorki A.M. Stiepanowej. Została ochrzczona 2 sierpnia 1820 r., jej rodzicami chrzestnymi zostali Aleksandr Aleksandrowicz Szachowskoj i aktorka Jelizawieta Siemionowna Sandunowa. Uczyła się tańca pod okiem tancerza baletowego i choreografa Charles’a Louisa Didelota i ukończyła szkołę teatralną w Petersburgu. Nie spełniła jednak oczekiwań rodziców i nie rozpoczęła kariery scenicznej.
W 1837 r., w wieku 17 lat, poślubiła Iwana Iwanowicza Panajewa, wówczas początkującego dopiero literata i dziennikarza. Razem prowadzili salon literacki w którym gromadziła się elita Petersburga, m.in. Nikołaj Czernyszewski, Iwan Turgieniew, Wissarion Bielinski. Panajewa uważana była za jedną z najpiękniejszych kobiet Rosji a jej talent literacki dodatkowo przyciągał młodych artystów. W Panajewej zakochany był Fiodor Dostojewski, który bywał w jej salonie w latach 1845–1846. Zakochał się w niej też 26-letni wówczas Nikołaj Niekrasow, ale początkowo odrzuciła jego uczucie, przez co prawie popełnił samobójstwo. Podczas podróży Panajewów i Niekrasowa do guberni kazańskiej Awdotja i Nikołaj Aleksiejewicz nawiązali romans i po powrocie zaczęli żyć w nieformalnym związku w mieszkaniu Panajewów i wraz z jej mężem, Iwanem Panajewem. Związek trojga ludzi trwał prawie 16 lat, aż do śmierci Panajewa w 1862 r. Spotkało się to z potępieniem i wielu przyjaciół odwróciło się od nich.
W 1848 r. Panajewa opublikowała swoją pierwszą pracę literacką, opowiadanie Rodzina Talnikowów, które padło ofiarą cenzury, wg ówczesnych władz podważała moralność i autorytet rodzicielski. Oparta na autobiograficznych wątkach historia opisywała tytanicznych, samolubnych rodziców, obojętnych na los swoich dzieci. Pod pseudonimem N. N. Stanicki napisała i opublikowała serię opowiadań (Nieostrożne słowo, Brzydki mąż, Żona zegarmistrza, Pasieka, Kapryśna kobieta, Nierozsądny krok, Małe rzeczy w życiu). Wspólnie z Niekrasowem napisała i wydała powieści Trzy strony świata (1848) i Martwe jezioro (1852).
Razem z mężem i Niekrasowem zaangażowana była w redagowanie czasopisma literacko-społecznego „Sowriemiennik”, założonego przez Aleksandra Puszkina i wydawanego w Petersburgu z przerwami w latach 1836–1866. Po śmierci Puszkina pismo redagował Piotr Pletniow, od którego kupił je Niekrasow z Panajewem w 1846 r. Dzięki temu poznała i spotykała się z wieloma uznanymi literatami m.in. z Wissarionem Bielinskim, Aleksandrem Hercenem, Iwanem Turgieniewem, Fiodorem Dostojewskim, Lwem Tołstojem, Iwanem Gonczarowem, Michaiłem Sałtykowem-Szczedrinem, Aleksandrem Ostrowskim i Aleksiejem Pisiemskim. Miała okazję poznać także Alexandre’a Dumasa, który podczas podróży do Rosji zatrzymał się w domu Panajewej. W 1889 r. w „Biuletynie Historycznym” wydano w częściach Wspomnienia pisarki będące zbeletryzowanym zapisem jej życia. W kolejnym roku pamiętnik ukazał się w wersji książkowej.
W 1864 r. poślubiła publicystę, Apołłona Filippowicza Gołowaczowa, który również współpracował z czasopismem „Sowriemiennik”. W 1866 r. urodziła się z tego związku córka Jewdokija Apołłonowna Nagrodska, która została pisarką.

## Wybrana twórczość

### Powieści
- Trzy strony świata, 1848 (wspólnie z N.A. Niekrasowem)
- Martwe jezioro (wspólnie z N.A. Niekrasowem), 1851
- Małe rzeczy w życiu, 1854
- Rosjanie we Włoszech, 1858

### Opowiadania
- Rodzina Talnikowów, 1847
- Pasieka, 1849
- Portrecista, 1856
- Piekło domowe, 1857
- Historia jednego talentu, 1888
- Nieostrożne słowo, 1848
- Brzydki mąż, 1848
- Żona zegarmistrza, 1849
- Saszka, 1861

### Inne
- Wspomnienia, 1889